# Luftangriffe auf Mannheim

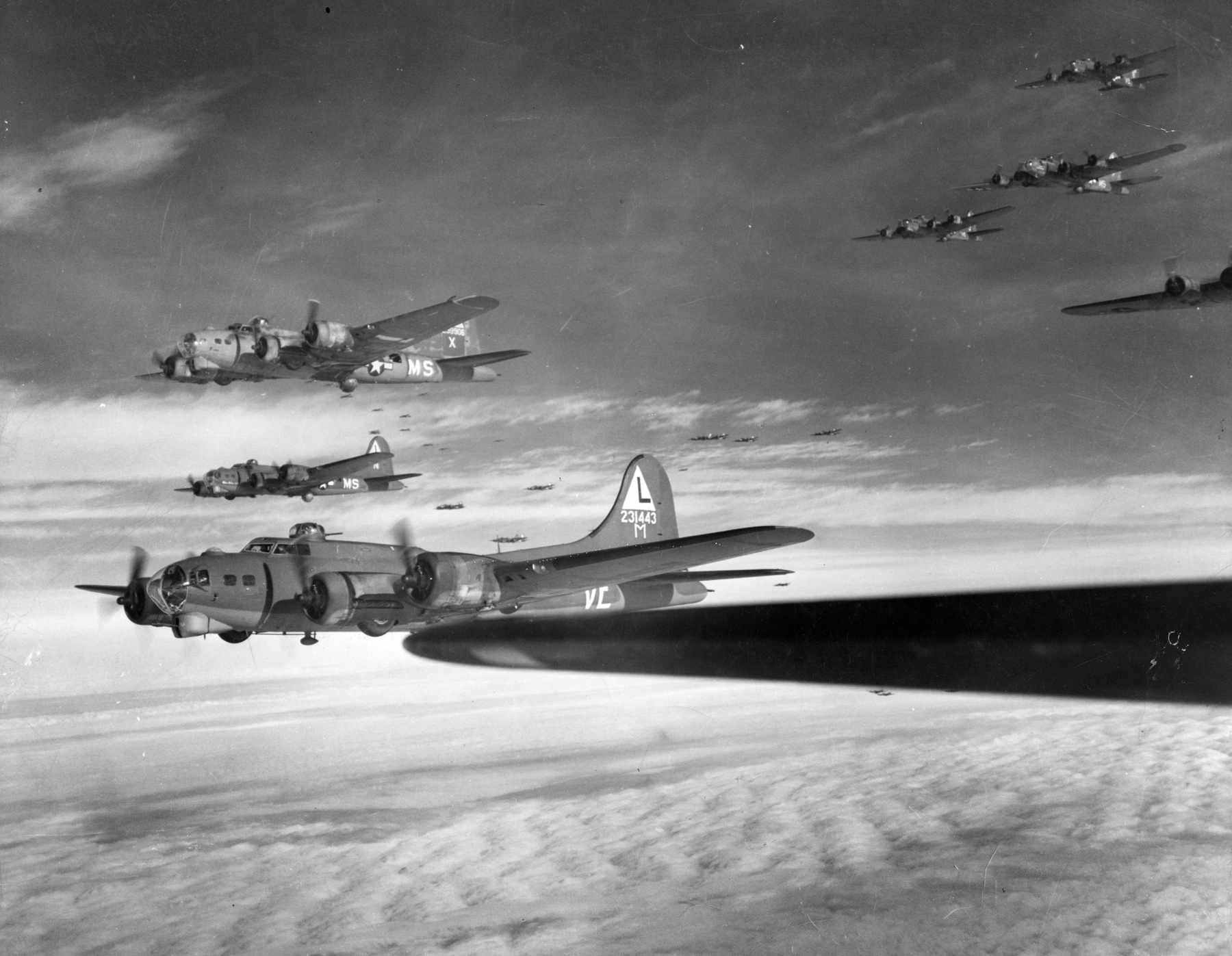
B-17G-Bomber der USAAF, 1944

Während des Zweiten Weltkrieges kam es zu schweren Luftangriffen auf Mannheim. Die Angriffe begannen im Dezember 1940 und dauerten bis Mitte März 1945. Mannheim erlebte über 150 Luftangriffe und war die am meisten angegriffene Stadt im Gebiet des heutigen Landes Baden-Württemberg.

## Hintergrund und Ablauf
Als Teil der Operation Abigail Rachel fand das erste gezielte Flächenbombardement ziviler Ziele in Deutschland statt. Am 16. Dezember 1940 wurden rund 100 Tonnen Sprengbomben und 14.000 Brandbomben über Mannheim abgeworfen.
Die Briten hatten auf eine Gelegenheit gewartet, einen solchen Angriff durchzuführen, um den kombinierten Einsatz von Spreng- und Brandbomben zu erproben. Damit sollte ein maximaler flächenhafter Zerstörungsgrad erreicht werden. Mannheim, bzw. dessen Innenstadt galt als ideal für einen Experimentalangriff. Die als Quadratestadt angelegte Innenstadt Mannheims bot nahezu ideale Bedingungen für das Studium der Wirkung des Bombardements, mithilfe von Luftbildern. Intern wurde der Angriff als Vergeltung für deutsche Angriffe auf Coventry und Southampton deklariert.
Die neue Bombenstrategie wurde offiziell am 1. Dezember 1940 durch Churchill angeordnet. Dieser erklärte die neue Strategie am 12. Dezember 1940 im britischen Kriegskabinett. Am 13. Dezember 1940 genehmigte dies die Operation Abigail Rachel als Experimentalangriff offiziell, jedoch unter der Bedingung, dass diese Entscheidung nicht veröffentlicht werden dürfe.
Die „Bomber-Besatzungen betrachteten jedoch zu Recht diesen Angriff als Terrorangriff“. Am 16. Dezember 1940 warfen acht Bomber Brandbomben zur Zielmarkierung. Sie verfehlten jedoch das Kernzielgebiet des Stadtzentrums. Deshalb verfehlten von den anschließenden 134 Bombern 100 Bomber das Zielgebiet Stadtzentrum. Die deutschen Verluste dieses Angriffs beliefen sich auf 34 Tote und 81 Verletzte. Die Lehre aus der großen Zerstreuung der Bomber über Mannheim war die Entwicklung der Angriffstaktik des Bomberstroms, mit dem Ziel, eine maximale Menge von Bomben in kürzester Zeit über einem definierten Gebiet abzuwerfen. Trotz des geringen Erfolges dieses Angriffs wurden weitere Operationen im Stil der Operation Abigail Rachel geplant und durchgeführt.
Dieser Angriff war der Beginn einer Veränderung der britischen Luftkriegsstrategie weg von Präzisionsangriffen auf militärische Ziele und hin zu einem Flächenbombardement ziviler Ziele, insbesondere dichtbesiedelter Stadtzentren. Diese Entwicklung mündete Anfang 1942 in der britischen Area bombing directive.
Den größten Luftangriff mit 554 Bombern über der Stadt erlebte Mannheim in der Nacht vom 5. auf den 6. September 1943. 100 Luftminen, 2.000 Sprengbomben, 200.000 Stabbrandbomben und 30.000 Phosphorbomben machten aus Mannheim ein Ruinenfeld. Ein großer Teil der Stadt wurde dabei zerstört. Im Jahre 1944 zerstörte ein weiterer Angriff auch das Mannheimer Schloss nahezu vollständig. Nur eines der 500 Zimmer blieb unbeschädigt. Während des Krieges fielen insgesamt 25.181 Tonnen Bomben auf Mannheim. Es wurden 2.171 Opfer der Luftkriegshandlungen in der Zivilbevölkerung registriert. Die relativ zur Häufigkeit und Heftigkeit der Angriffe geringe Opferzahl war insbesondere auf den massiven Ausbau des Luftschutzes zurückzuführen. Bis Herbst 1943 waren rund 150 Luftschutzbauten mit einer nominellen Kapazität von 120.000 Plätzen entstanden. Bei einer üblichen Überbelegung boten diese den damals 284.000 Einwohnern nahezu Vollschutz. Zwischen 1940 und 1945 entstanden in Mannheim 56 Luftschutzbunker an 40 Standorten, die Platz für bis zu 130.000 Personen boten. Insbesondere in der Innenstadt wurden sehr große Tiefbunker errichtet.
Im Rahmen des Manhattan-Projekts wurden vom Kriegsministerium der Vereinigten Staaten die Industriezentren Ludwigshafen und Mannheim als mögliche Ziele für einen Atombombenabwurf auf Deutschland ausgewählt. Dazu kam es aber nicht mehr, da Mannheim schon Ende März 1945 von US-Truppen besetzt wurde, zweieinhalb Monate bevor beim Trinity-Test erstmals die Zündung einer Atombombe gelang.

## Filme
- Private Aufnahmen nach dem Luftangriff auf Neuostheim 1943
- Vor 70.Jahren: Luftangriff auf Mannheim und Ludwigshafen